# Edmundo Márquez
Edmundo Márquez Portillo, detto Manotas (Delicias, 16 settembre 1933 – Ciudad Juárez, 19 aprile 2012), è stato un cestista e allenatore di pallacanestro messicano.

## Carriera
Con il Messico ha disputato i Campionati mondiali del 1959 e i Giochi panamericani di Chicago 1959.